# Леонтий (Зиновьевич-Пельчицкий)
Леонтий Пельчицкий (в миру Левко Зенькович или Зенонович Ильяшевич) — епископ Пинской и Лунинецкой и Холмской епархий Киевской православной митрополии.  

## Биография
Еще при жизни отца своего, епископа Холмского Захарии (в миру Зенько, Зенон) Ильяшевича или Илляшевича, и по его желанию сделался Холмским и Белзским епископом, несмотря на то что кафедра эта грамотою короля Сигизмунда II Августа от 8 марта 1566 года обеспечена была за зятем епископа Захарии, Фёдором Омнисом Лаговским. 
3 июня 1577 года Холмский епископ предъявил гродскому судье для записи в актовые книги грамоту, в которой он отказывается от епископии в пользу своего сына Левки и передает её ему в управление со всеми правами. Благодаря влиянию и ходатайству перед королем важнейших лиц в Холме и особенно холмского старосты Александра Лища, грамота епископа Захарии была утверждена королем Стефаном данною в лагере под Гданском 20-го того же июня грамотою. В последней говорится, что король Стефан Баторий «не только соглашается на уступку со стороны отца в пользу своего сына, но и действительно передает последнему Холмскую и Белзскую епископию или управление церковью в этих епархиях со всеми правами, имениями и доходами на всю его жизнь или до перевода его на большую епархию». 
Левко Зенькович был хиротонисан в 1580 году с именем Леонтия и впоследствии возведен в шляхтичи с фамилиею Пельчицкий. Леонтий Пельчицкий был Холмским епископом с 1577 по 1585 год. Королевская грамота о переводе Леонтия Пельчицкого на Пинскую кафедру была подписана 8 июля 1585 года, на деле же перевод его состоялся не раньше октября месяца; в акте 10 декабря говорится уже о нареченном Холмском и Белзском епископе Дмитрии Иоанне Збируйском. 
Епископ Леонтий участвовал на соборах в Бельзе и Бресте Литовском в 1590 году, подписался к соборной грамоте от 2 декабря 1594 года об отторжении от союза с Восточною церковью и признании папской власти и к соборной же грамоте, писанной 12 июня 1595 года папе римскому Клименту VIII о вступлении в союз с Римской католической церковью, но не дожил до Брестского собора (8 октября 1595 года), на котором обнародован был декрет об унии Киевской митрополии с Ватиканом. 
Профессор М. Коялович так характеризует Леонтия (Пельчицкого): «Он был представителем тех недостойных людей в Западно-Русской иерархии, которые вовсе не уважали и не исполняли церковных правил касательно чистоты жизни духовных. Возведенные в сан епископский из женатых мирян, они не думали оставлять семейной жизни и жили со своими женами (Акты Зап. Руси, том ІV, № 33), увлекшись, вероятно, учением протестантов, которые производили этот соблазн в латино-литовской церкви». Верный себе, он защищал недостойных по жизни священников, двоеженцев и троеженцев, за что и был обличён Константинопольским патриархом Иеремией ІІ.